# Xian de Wangqing
Le xian de Wangqing (汪清县, pinyin: Wāngqīng Xiàn; Wangcheong en coréen) est un district administratif de la province du Jilin dans le nord-est de la Chine. Il est placé sous la juridiction de la préfecture autonome coréenne de Yanbian. Le nom est d'origine mandchoue et signifie forteresse.

## Démographie

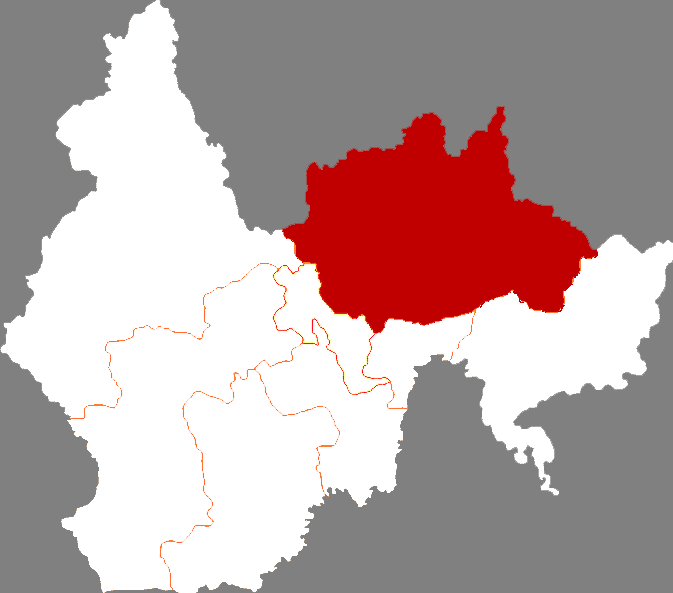
Localisation du district dans la préfecture autonome.

Le xian de Wangqing s'étend sur 8994 km², soit 152 km d'est en ouest et 108 km du nord au sud. La population du district était de 264 465 habitants en 1999, elle est passée à 219 000 à la fin 2018. Cela correspond à une densité de 24 habitants au km². Du point de vue de l'origine ethnique, il y a 57 800 Coréens (26,1%) et 151 900 Hans (68,5%). 57% de la population vit en ville.
Le xian regroupe 8 bourgs (鎮, zhen) et 1 canton (乡, xiāng): Wangqing (汪清镇 / 왕청진), Daxinggou (大兴沟镇 / 대흥구진, 29 932 hab.), Luozigou (罗子沟镇 / 라자구진, 18 137 hab.), Dongguang (东光镇 / 동광진, 9809 hab.), Baicaogou (百草沟镇 / 백초구진, 9523 hab.), Chunyang (春阳镇 / 춘양진. 9393 hab.), Tianqiaoling (天桥岭镇 / 천교령진, 8810 hab.), Fuxing (复兴镇 / 복흥진, 5367 hab.). Le seul canton est Jiguan (鸡冠乡 / 계관향, 5921 hab.).
Depuis le 19 janvier 2017, le bourg de Wangqing a été divisé en trois sous-districts (街道; jiēdào): Dachuan (大川, 59 900 hab.), Xinmin (新民, 35 700 hab.) et Changrong (长荣, 47 700 hab.), soit 143 300 habitants au total.
Mis à part les régions de Fuxing et Luozigou qui couvrent le bassin supérieur de la grande Suifen (443 km), le xian de Wangqing est centré sur la vallée de la Gaya (205 km) qui prend sa source au-dessus de Tianqiaoling. Le Hunchun He (198 km) prend également sa source à Fuxing. Le bourg de Wangqing se trouve à une altitude de 230 m, le point le plus bas du xian est à 115 m. La région fait partie de la zone orientale des monts Changbai avec de nombreuses montagnes atteignant 700 à 1000 m d'altitude.
Wangqing est soumis à un climat continental aux hivers très froids et secs avec une température moyenne annuelle de 4,9 degrés pour des précipitations totales de 575 mm et un ensoleillement annuel de 2234 heures. la région est couverte à 81% par des forêts.

## Économie
Le produit intérieur brut du xian a atteint 6,83 milliards de yuans (875 millions d'euros) en 2017, en augmentation de 3,5% par rapport à l'année précédente, ce qui correspond à 30 500 yuans par habitant (3910 euros) et par an. Le secteur primaire représente 15% du PIB 15%, le secondaire 43% et le tertiaire 42%. L'agriculture a essentiellement produit du maïs (157 000 tonnes avec un rendement de 7398 kg/ha), du soja (69 100 tonnes pour 2300 kg/ha) et du riz (28 800 tonnes pour 6686 kg/ha)[réf. nécessaire].
Dans les années 1990, la construction de la centrale électrique de Mantaicheng (150 MW) sur la Gaya a entraîné la création d'un lac artificiel de 18 km de long qui est maintenant au cœur du parc forestier national de Mantianxing. Dans l'Est, il existe un deuxième parc forestier, plus sauvage, avec des léopards et des tigres de Sibérie.

## Histoire et culture
- D'un point de vue géologique, la région est couverte par des roches plutoniques (granodiorite, monzogranite) de la fin du Permien (env. 260 Ma), des granites du Jurassique (env. 160 Ma), un complexe granitoïde (début du Crétacé, env. 120 Ma). Ces dernières se sont développées dans une période d'extension en réponse à la subduction de la plaque paléo-pacifique sous la plaque eurasienne. Il y a aussi des roches sédimentaires et volcaniques (ère secondaire) et des roches épimétamorphiques (ère primaire)[5].

- Les fossiles végétaux du début du Permien retrouvés à Daxinggou montrent que la flore était dominée par des fougères correspondant à la flore de la Cathaysia (en) (plaque de la Chine du Nord) et que la région se trouvait donc sur ce craton, bien que proche de sa limite nord avec le bloc Jiamusi-Mongolie[6].

- Le site archéologique de Baicaogou datant de l'âge du bronze et du fer a été découvert en 1952[7] et a été intégré à la liste des sites protégés au niveau national sous le n° 6-51 en 2006.

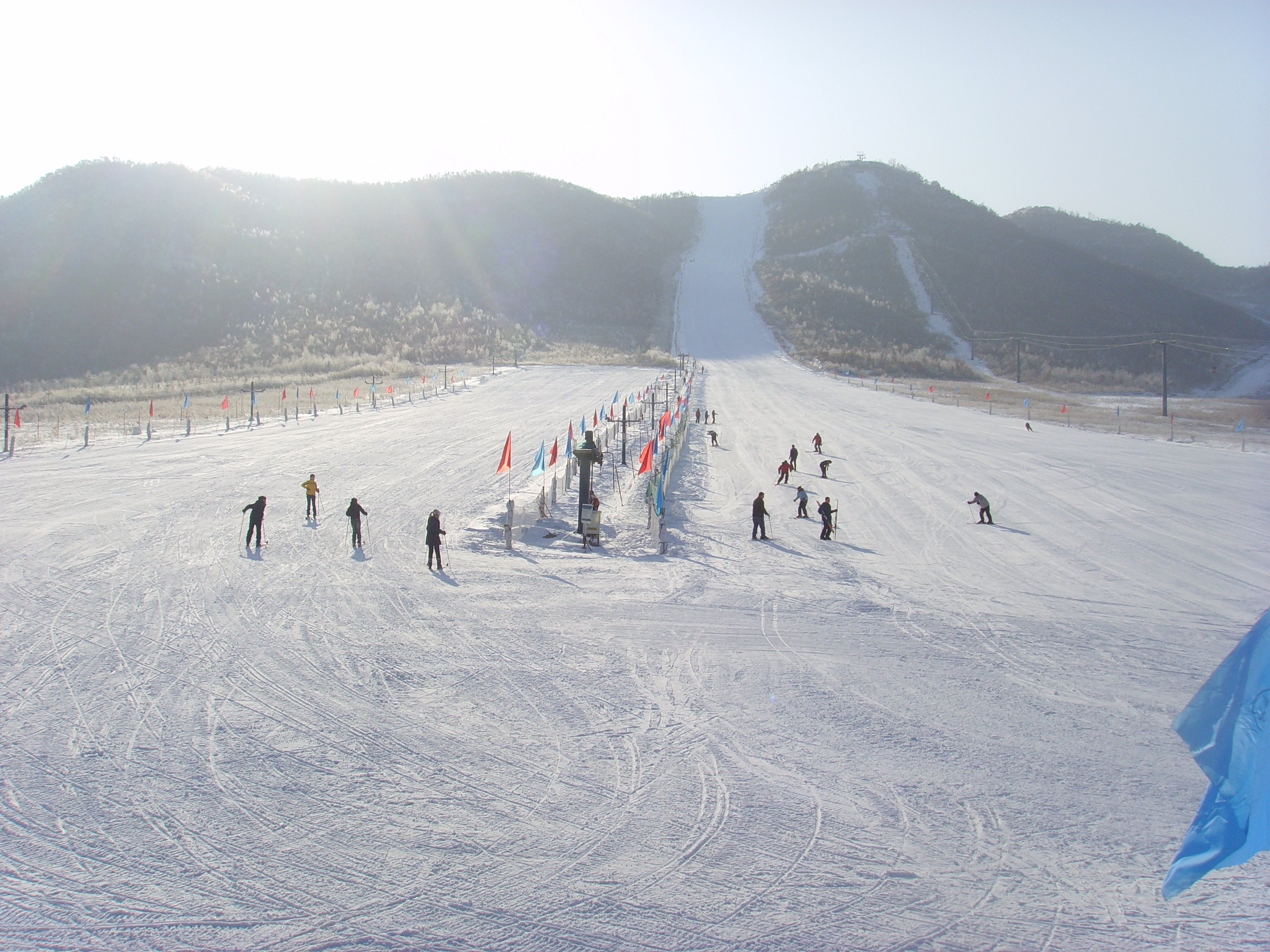
Baicaogou: station de ski de Mantianxing
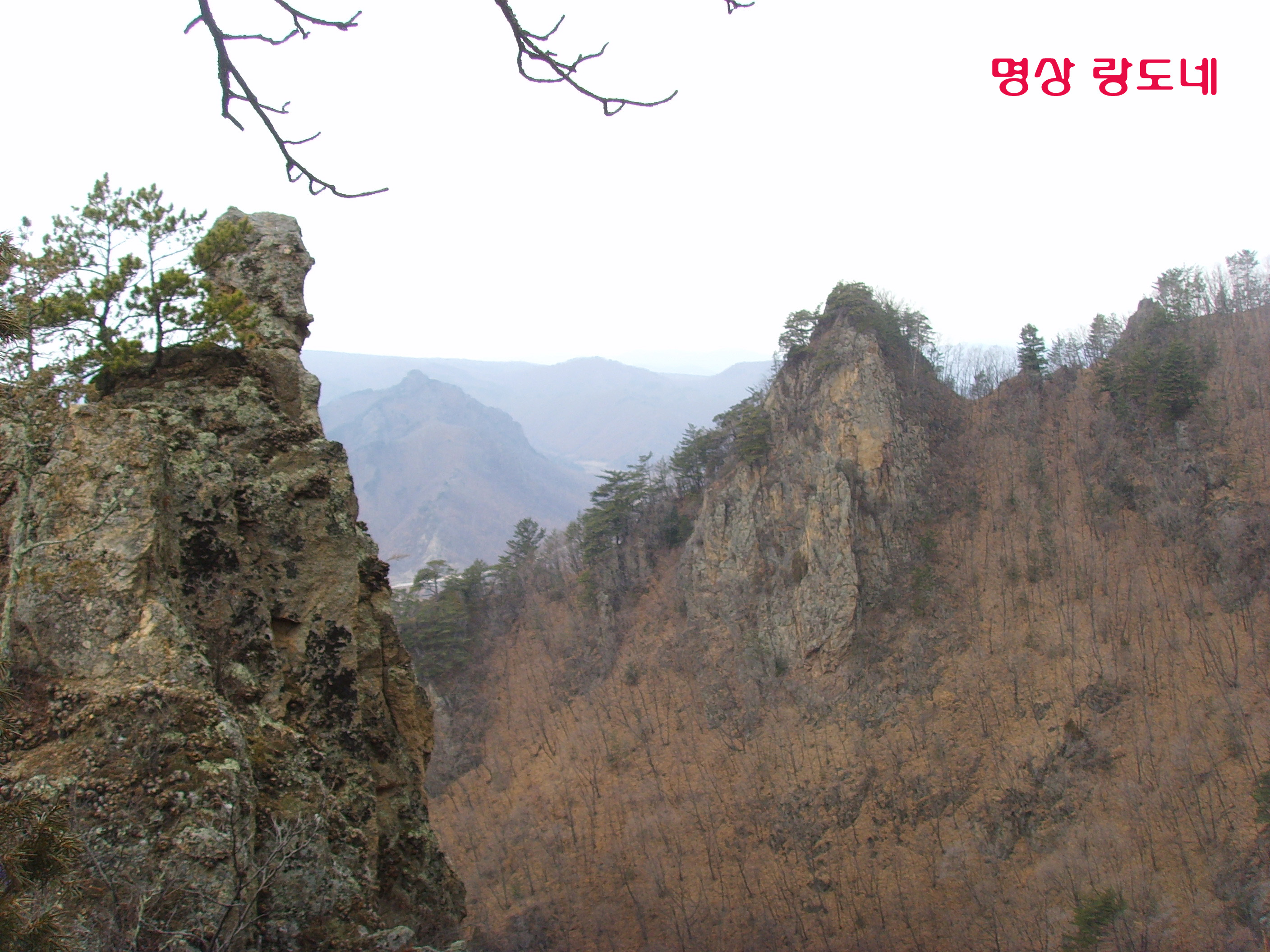
Chunyang: le Tianshan
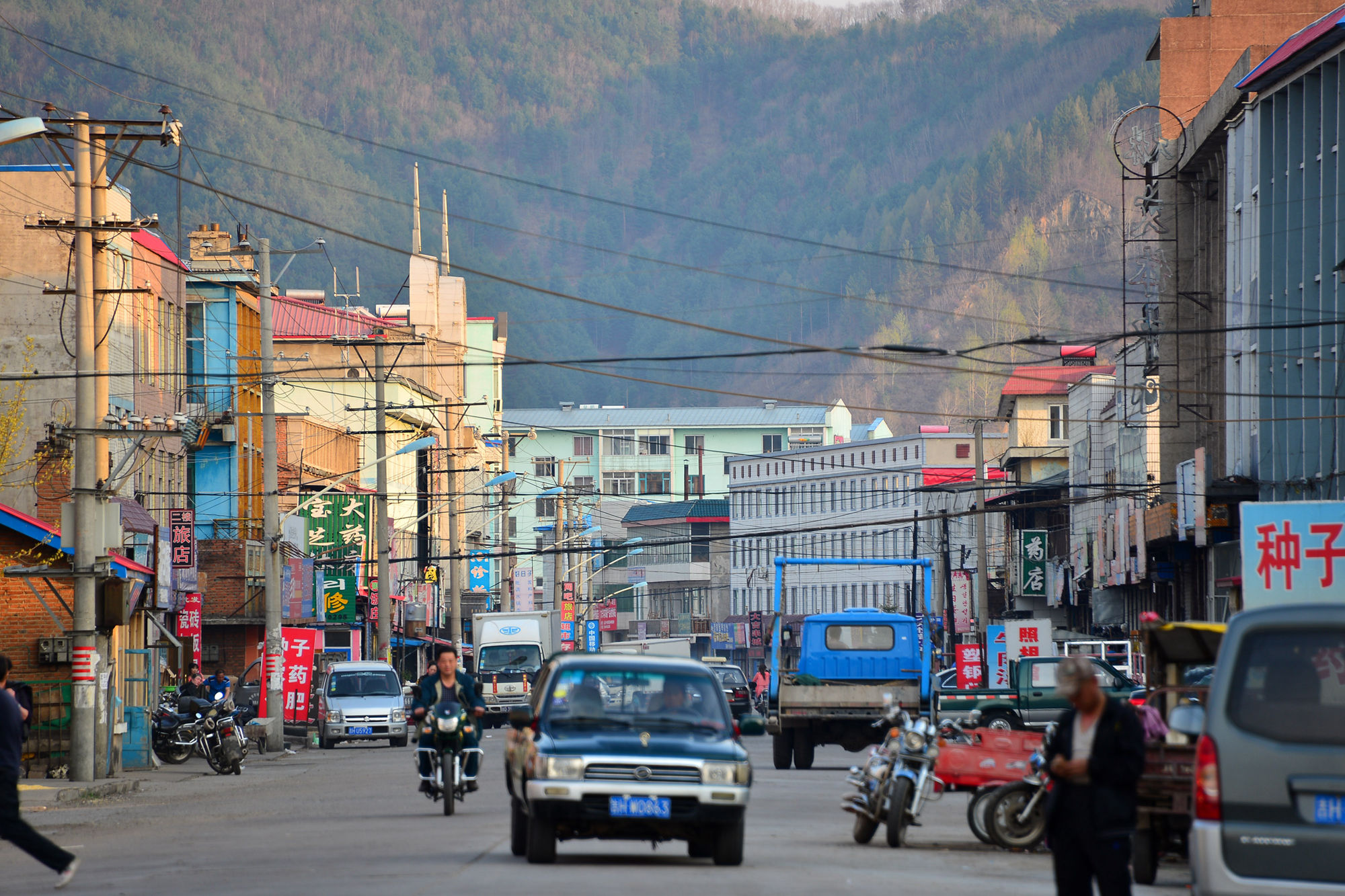
Daxingou
Jiguan: monument en l'honneur de l'armée soviétique
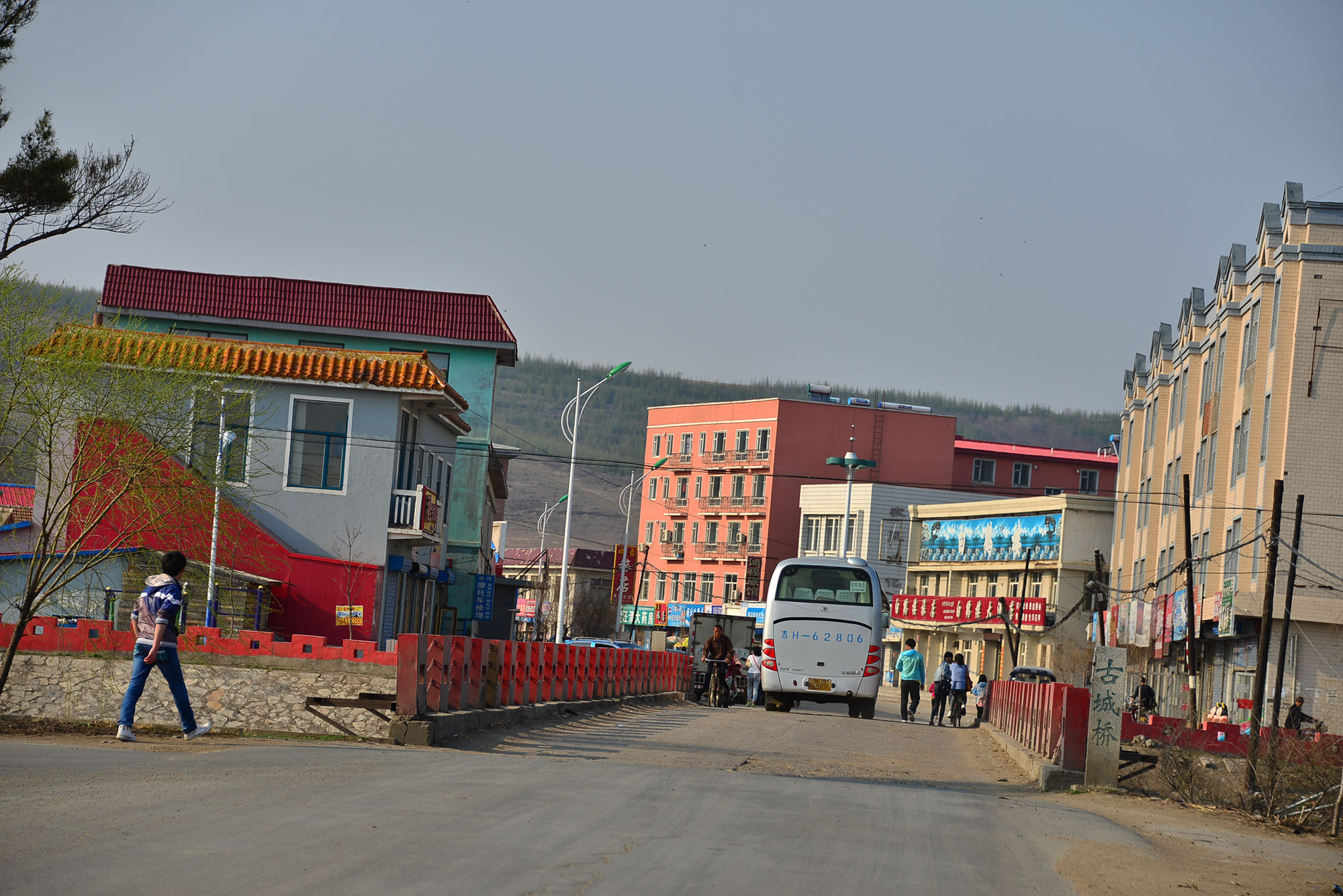
Luozigou
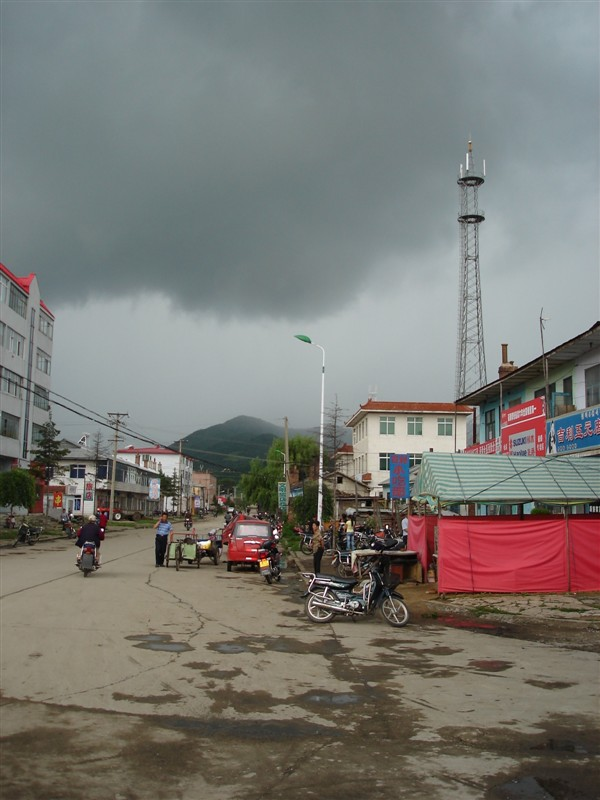
Tianqiaoling